# مسابقات فرمول یک فصل ۲۰۲۲
مسابقات قهرمانی جهان فرمول یک فصل ۲۰۲۲ (به انگلیسی: ‎2022 FIA Formula One World Championship‎) یک مسابقهٔ موتوری برنامه‌ریزی‌شده میان خودروهای فرمول یک بود که به عنوان هفتاد و سومین دور از مسابقات قهرمانی جهان فرمول یک برگزار شد. این مسابقات از سوی فدراسیون بین‌المللی اتومبیل‌رانی (فیا)، هیئت حاکم بر ورزش‌های موتوری بین‌المللی، به عنوان بالاترین کلاس برای رقابت میان خودروهای مسابقه‌ای چرخ‌باز قلمداد می‌شود. این مسابقات در بیست‌وسه جایزه بزرگ در سرتاسر جهان برگزار  شد که بنا بر برنامه‌ریزی پیشین، زودتر از سال‌های گذشته به پایان رسید تا از هم‌پوشانی با جام جهانی فوتبال ۲۰۲۲ جلوگیری شود.
رانندگان و تیم‌ها به ترتیب برای عنوان قهرمانی رانندگان جهان و قهرمانی سازندگان جهان به رقابت پرداختند. 

## شرکت‌کنندگان
تمامی تیم‌ها با تایرهای تأمین‌شده از سوی پیرلی در مسابقات حضور یافتند.
| شرکت‌کنندگان | شرکت‌کنندگان                                | سازنده                    | شاسی        | پیشرانه             | رانندگان مسابقه | رانندگان مسابقه |
| شرکت‌کنندگان | شرکت‌کنندگان                                | سازنده                    | شاسی        | پیشرانه             | شماره           | راننده          |
| ----------- | ------------------------------------------ | ------------------------- | ----------- | ------------------- | --------------- | --------------- |
|             | تیم فرمول یک آلفارومئو اورلن               | آلفارومئو-فراری           | سی۴۲        | فراری ۰۶۶٫۷         | ۲۴              | گوانیو ژو       |
| ۷۷          | تیم فرمول یک آلفارومئو اورلن               | آلفارومئو-فراری           | سی۴۲        | فراری ۰۶۶٫۷         | والتری بوتاس    |                 |
|             | اسکودریا آلفاتاوری                         | آلفاتاوری-ردبول           | ای‌تی۰۳      | ردبول آربی‌پی‌تی‌اچ۰۰۱ | ۱۰              | پیر گاسلی       |
| ۲۲          | اسکودریا آلفاتاوری                         | آلفاتاوری-ردبول           | ای‌تی۰۳      | ردبول آربی‌پی‌تی‌اچ۰۰۱ | یوکی سونودا     |                 |
|             | تیم فرمول یک بی‌دبلیو‌تی آلپاین              | آلپاین-رنو                | ای۵۲۲       | رنو ئی-تک آرئی۲۲    | ۱۴              | فرناندو آلونسو  |
| ۳۱          | تیم فرمول یک بی‌دبلیو‌تی آلپاین              | آلپاین-رنو                | ای۵۲۲       | رنو ئی-تک آرئی۲۲    | استابان اوکون   |                 |
|             | تیم فرمول یک استون مارتین آرامکو کوگنیزانت | استون مارتین آرامکو-مرسدس | ای‌ام‌آر۲۲    | مرسدس-آام‌گ اف۱ ام۱۳ | ۵               | سباستین فتل     |
| ۱۸          | تیم فرمول یک استون مارتین آرامکو کوگنیزانت | استون مارتین آرامکو-مرسدس | ای‌ام‌آر۲۲    | مرسدس-آام‌گ اف۱ ام۱۳ | لانس استرول     |                 |
|             | اسکودریا فراری                             | فراری                     | اف۱-۷۵      | فراری ۰۶۶٫۷         | ۱۶              | شارل لکلرک      |
| ۵۵          | اسکودریا فراری                             | فراری                     | اف۱-۷۵      | فراری ۰۶۶٫۷         | کارلوس ساینز    |                 |
|             | تیم فرمول یک هاس                           | هاس-فراری                 | وی‌اف-۲۲     | فراری ۰۶۶٫۷         | ۲۰              | کوین مگنوسن     |
| ۴۷          | تیم فرمول یک هاس                           | هاس-فراری                 | وی‌اف-۲۲     | فراری ۰۶۶٫۷         | میک شوماخر      |                 |
|             | تیم فرمول یک مک‌لارن                        | مک‌لارن-مرسدس              | ام‌سی‌ال۳۶    | مرسدس-آام‌گ اف۱ ام۱۳ | ۳               | دنیل ریکاردو    |
| ۴           | تیم فرمول یک مک‌لارن                        | مک‌لارن-مرسدس              | ام‌سی‌ال۳۶    | مرسدس-آام‌گ اف۱ ام۱۳ | لاندو نوریس     |                 |
|             | تیم فرمول یک مرسدس-آام‌گ پتروناس            | مرسدس                     | اف۱ دبلیو۱۳ | مرسدس-آام‌گ اف۱ ام۱۳ | ۴۴              | لوییس همیلتون   |
| ۶۳          | تیم فرمول یک مرسدس-آام‌گ پتروناس            | مرسدس                     | اف۱ دبلیو۱۳ | مرسدس-آام‌گ اف۱ ام۱۳ | جورج راسل       |                 |
|             | اورکل ردبول ریسینگ                         | ردبول                     | آربی۱۸      | ردبول آربی‌پی‌تی‌اچ۰۰۱ | ۱               | ماکس فرستاپن    |
| ۱۱          | اورکل ردبول ریسینگ                         | ردبول                     | آربی۱۸      | ردبول آربی‌پی‌تی‌اچ۰۰۱ | سرجیو پرز       |                 |
|             | ویلیامز ریسینگ                             | ویلیامز-مرسدس             | اف‌دبلیو۴۴   | مرسدس-آام‌گ اف۱ ام۱۳ | ۶               | نیکلاس لطیفی    |
| ۲۳          | ویلیامز ریسینگ                             | ویلیامز-مرسدس             | اف‌دبلیو۴۴   | مرسدس-آام‌گ اف۱ ام۱۳ | الکساندر آلبون  |                 |
| منبع:       |                                            |                           |             |                     |                 |                 |

### تغییرات تیم‌ها
هوندا اعلام کرد پس سال ۲۰۲۱ از فرمول یک خارج شده و دیگر هیچ پیشرانه‌ای تولید نمی‌کند. این شرکت از سال ۲۰۱۸ پیشرانه‌های تیم اسکودریا آلفاتاوری (اسکودریا تورو روسو سابق) و از سال ۲۰۱۹ تیم ردبول ریسینگ را تأمین می‌کرد. ردبول ریسینگ برنامه موتور هوندا را در اختیار خواهد گرفت و آن را در داخل مدیریت می‌کند و بخش جدیدی به نام پیشرانه‌های ردبول را راه‌اندازی می‌کند. این تصمیم پس از لابی کردن نه تیم دیگر برای مذاکره دربارهٔ توقف توسعه موتور تا سال ۲۰۲۵ گرفته‌شد. ردبول ریسینگ اذعان داشت که اگر با توقف توسعه موتور موافقت نمی‌شد، رقابت قهرمانی را ترک می‌کردند، زیرا نمی‌توانستند یک موتور کاملاً جدید تولید کنند و تمایلی به تبدیل شدن مجدد به مشتری رنو را نداشتند.

### تغییرات رانندگان
کیمی رایکونن در پایان مسابقات قهرمانی فصل ۲۰۲۱ بازنشستگی خود را اعلام کرد و پس از ۱۹ فصل به کار خود در فرمول یک پایان داد. صندلی رایکونن در آلفارومئو ریسینگ توسط والتری بوتاس پر می‌شود که مرسدس را در پایان سال ۲۰۲۱ ترک کرد. جورج راسل از ویلیامز جایگزین بوتاس شد، صندلی او در ویلیامز توسط راننده سابق ردبول ریسینگ، الکساندر آلبون پر می‌شود.
راننده فرمول ۲ گوانیو ژو جایگزین آنتونیو جوویناتزی در آلفارومئو ریسینگ خواهد شد، که در پایان سال ۲۰۲۱ تیم را ترک کرد. ژو اولین راننده چینی خواهد بود که در فرمول یک شرکت می‌کند.
نیکیتا مازپین در ابتدا قرار بود برای دومین سال متوالی برای هاس مسابقه دهد ولی پس از عملیات روسیه در اوکراین و لغو حمایت مالی اورال‌کالی، قرارداد او فسخ شد. کوین مگنوسن جایگزین او شد، که آخرین بار در سال ۲۰۲۰ با همین تیم به رقابت پرداخت.

### تغییرات میان فصل
تست ویروس کرونای سباستین فتل پیش از مسابقه جایزه بزرگ بحرین مثبت شد. راننده ذخیره استون مارتین نیکو هولکنبرگ جایگزین او شد، که آخرین بار در جایزه بزرگ ایفل ۲۰۲۰، به همراه تیم ریسینگ پوینت مسابقه داد. فتل همچنین در جایزه بزرگ عربستان سعودی جای خود را به هولکنبرگ داد.

## تقویم

کشورهایی که به عنوان میزبان یک جایزه بزرگ در فصل ۲۰۲۲ انتخاب شده‌اند، با رنگ سبز، و موقعیت پیست‌های مسابقه با نقطهٔ سیاه مشخص شده‌است. کشورهای میزبان سابق نیز با رنگ خاکستری تیره، و موقعیت پیست‌های مسابقهٔ سابق با نقطهٔ سفید مشخص شده‌است.

تقویم ۲۰۲۲ شامل بیست و سه مسابقه، مشروط به جایگزینی جایزه بزرگ روسیه که لغو شده است، و مقررات مجاز کووید ۱۹ که توسط دولت‌های محلی و گروه فرمول یک تنظیم شده‌است.
| راند   | جایزه بزرگ                | پیست                                                    | تاریخ مسابقه |
| ------ | ------------------------- | ------------------------------------------------------- | ------------ |
| ۱      | جایزه بزرگ بحرین          | پیست بین‌المللی بحرین، صخیر                              | ۲۰ مارس      |
| ۲      | جایزه بزرگ عربستان سعودی  | پیست خیابانی جده، جده                                   | ۲۷ مارس      |
| ۳      | جایزه بزرگ استرالیا       | پیست آلبرت پارک، ملبورن                                 | ۱۰ آوریل     |
| ۴      | جایزه بزرگ امیلیا رومانیا | پیست ایمولا، ایمولا                                     | ۲۴ آوریل     |
| ۵      | جایزه بزرگ میامی          | پیست اتومبیل‌رانی بین‌المللی میامی، میامی گاردنز، فلوریدا | ۸ مه         |
| ۶      | جایزه بزرگ اسپانیا        | پیست بارسلون-کاتالونیا، منتملو                          | ۲۲ مه        |
| ۷      | جایزه بزرگ موناکو         | پیست موناکو، مونت‌کارلو                                  | ۲۹ مه        |
| ۸      | جایزه بزرگ آذربایجان      | پیست شهری باکو، باکو                                    | ۱۲ ژوئن      |
| ۹      | جایزه بزرگ کانادا         | پیست ژیل ویلنوو، مونترآل                                | ۱۹ ژوئن      |
| ۱۰     | جایزه بزرگ بریتانیا       | پیست سیلورستون، سیلورستون                               | ۳ ژوئیه      |
| ۱۱     | جایزه بزرگ اتریش          | پیست رد بول، اسپیلبرگ                                   | ۱۰ ژوئیه     |
| ۱۲     | جایزه بزرگ فرانسه         | پیست پل ریکارد، لا کستلت                                | ۲۴ ژوئیه     |
| ۱۳     | جایزه بزرگ مجارستان       | هونگارورینگ، بوداپست                                    | ۳۱ ژوئیه     |
| ۱۴     | جایزه بزرگ بلژیک          | پیست اسپا-فرانکورشان، ستوولو                            | ۲۸ اوت       |
| ۱۵     | جایزه بزرگ هلند           | پیست زاندفورت، زاندفورت                                 | ۴ سپتامبر    |
| ۱۶     | جایزه بزرگ ایتالیا        | پیست ناتزیوناله مونتزا، مونتزا                          | ۱۱ سپتامبر   |
| ۱۷     | جایزه بزرگ سنگاپور        | پیست مارینا بی استریت، سنگاپور                          | ۲ اکتبر      |
| ۱۸     | جایزه بزرگ ژاپن           | پیست بین‌المللی سوزوکا، سوزوکا                           | ۹ اکتبر      |
| ۱۹     | جایزه بزرگ ایالات متحده   | پیست امریکاس، آستین، تگزاس                              | ۲۳ اکتبر     |
| ۲۰     | جایزه بزرگ مکزیکوسیتی     | پیست هرمانوس رودریگز، مکزیکو سیتی                       | ۳۰ اکتبر     |
| ۲۱     | جایزه بزرگ سائوپائولو     | پیست ژوزه کارلوس پیس، سائو پائولو                       | ۱۳ نوامبر    |
| ۲۲     | جایزه بزرگ ابوظبی         | پیست یاس مارینا، ابوظبی                                 | ۲۰ نوامبر    |
| منابع: |                           |                                                         |              |

### گسترش و تغییر تقویم از ۲۰۲۱ تا ۲۰۲۲
- جایزه بزرگ استرالیا، کانادا، ژاپن و سنگاپور پس از دو سال غیبت به دلیل دنیاگیری کووید-۱۹ به تقویم بازگشتند.[۴۱]
- جایزه بزرگ میامی قرار است برای اولین بار برگزار شود، انتظار می‌رود این مسابقه در پیست بین‌المللی اتومبیل‌رانی میامی در میامی گاردنز، فلوریدا برگزار شود.[۴۳]
- جایزه بزرگ پرتغال، اشتیریا و ترکیه در لیست مسابقات ۲۰۲۲ قرار نگرفتند. این جایزه بزرگ‌ها به‌طور خاص در تقویم ۲۰۲۱ در پاسخ به همه‌گیری کووید-۱۹ اضافه شدند تا اطمینان حاصل شود که هرچه بیشتر مسابقات ممکن برگزار شود.[۴۱]
- جایزه بزرگ قطر، که اولین بار در مسابقات قهرمانی ۲۰۲۱ برگزار شد؛ در تقویم ۲۰۲۲ حضور ندارد. جایزه بزرگ در سال ۲۰۲۳ برگزار می‌شود، به این دلیل که قطر کشور روی میزبانی جام جهانی فوتبال ۲۰۲۲ تمرکز خواهد کرد.[۴۱][۴۴]
- جایزه بزرگ چین برای حضور در تقویم تحت قرارداد بود،[۴۵] اما به دلیل محدودیت‌های سفر چین مربوط به دنیاگیری کووید-۱۹، در مسابقات حضور نخواهد داشت.[۴۱][۱][۲] جایزه بزرگ قرار است در مسابقات فصل ۲۰۲۳ بازگردد.[۴۶]
- جایزه بزرگ روسیه در پیست اتومبیل‌رانی سوچی، که قرار بود در تاریخ ۲۵ سپتامبر به عنوان هفدهمین دور مسابقات قهرمانی فصل ۲۰۲۲ برگزار شود، ابتدا در پاسخ به حمله روسیه به اوکراین به حالت تعلیق درآمد،[۴۷] قبل از اینکه در نهایت لغو شود.[۴۸] این جایزه بزرگ قرار است جایگزین شود.[۴۰]

## مقررات

### مدیریت مسابقه
مایکل مسی که از زمان مرگ چارلی وایتینگ در سال ۲۰۱۹ به عنوان مدیر مسابقه فعالیت می‌کرد، پس از تحقیق در مورد جایزه بزرگ ابوظبی ۲۰۲۱ از سمت مدیر مسابقه کنار گذاشته شد. به عنوان بخشی از تغییر ساختار مدیریت مسابقه، نیلز ویتیک مدیر سابق مسابقات دی‌تی‌ام (DTM) و مدیر مسابقات قهرمانی استقامت جهانی ادواردو فریتاس جایگزین مسی شدند. این زوج نقش را به صورت متناوب به عهده خواهند گرفت. هربی بلاش، معاون سابق وایتینگ، به عنوان مشاور ارشد دائمی مدیر مسابقه منصوب شد.
فیا همچنین یک سیستم جدید مدیر مسابقه مجازی را معرفی خواهد کرد، بسیار شبیه به کمک داور ویدئویی در فوتبال، و همچنین ممنوعیت ارتباطات تیمی که مقامات مسابقه را لابی می‌کنند. ارتباط رادیویی بین تیم‌ها و مقامات فیا نیز برای محافظت از مقامات مسابقه دیگر از تلویزیون پخش نخواهد شد. رویه‌های عدم استفاده باید توسط کمیته مشاوره ورزشی فرمول یک مورد ارزیابی مجدد قرار گرفته و قبل از شروع فصل ارائه شود.

### مقررات فنی

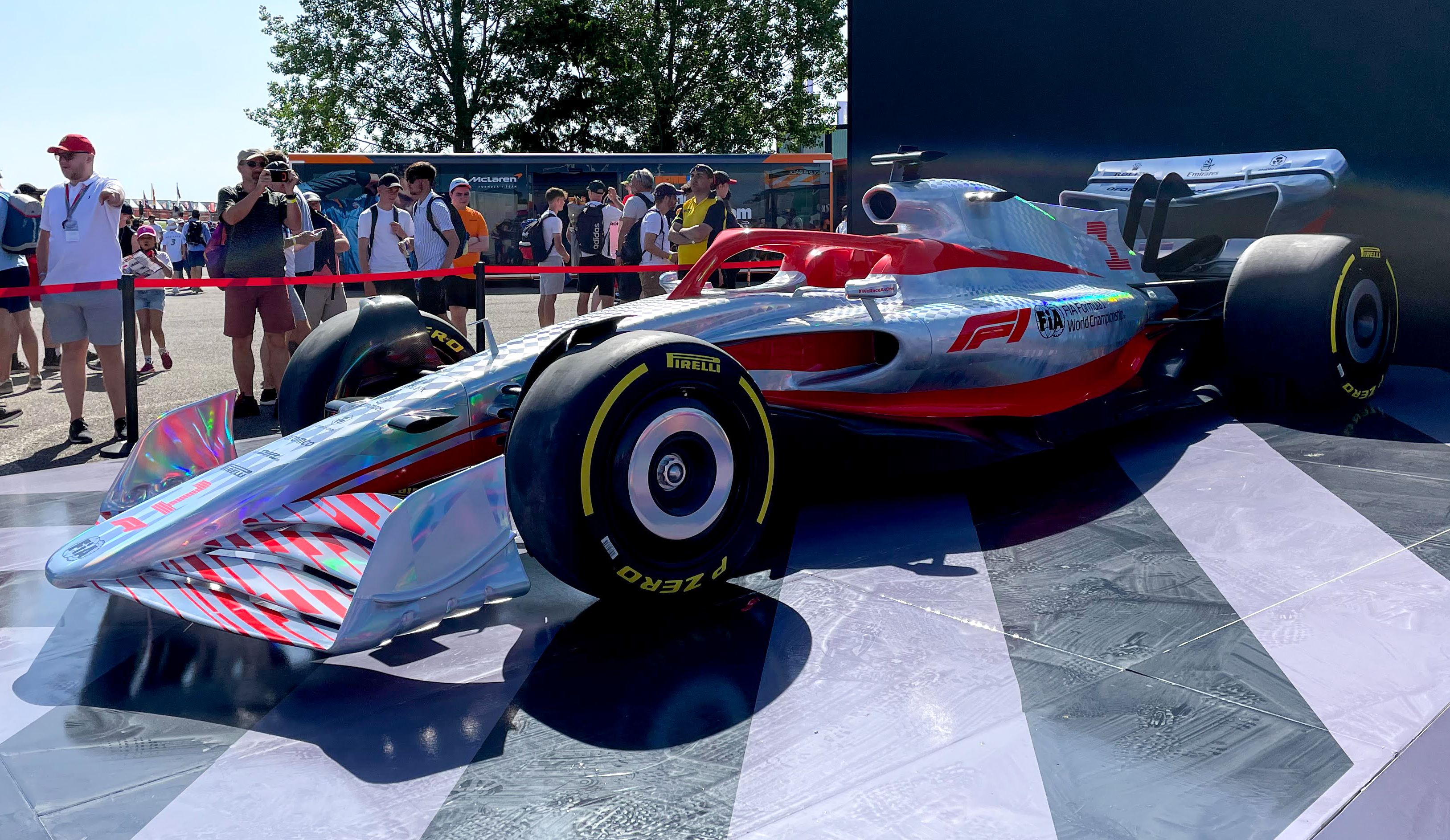
خودرو مفهومی فصل ۲۰۲۲

در مسابقات جهانی سال ۲۰۲۲، بازنگری در مقررات فنی انجام می‌شود. این تغییرات برای معرفی در سال ۲۰۲۱ برنامه‌ریزی شده بود که تیم‌ها ماشین‌های خود را در طول سال ۲۰۲۰ توسعه دهند. با این حال، معرفی مقررات مسابقات قهرمانی در سال ۲۰۲۲ به دلیل دنیاگیری کووید-۱۹ به تأخیر افتاد. پس از اعلام تأخیر، تیم‌ها از انجام هرگونه توسعه اتومبیل‌های سال ۲۰۲۲ خود در طول تقویم سال ۲۰۲۰ منع شدند. قبل از فصل، فیا گفته بود که پیش‌بینی می‌کرد که کسری عملکرد ماشین بین سریع‌ترین و کندترین تیم‌های جدول در مقایسه با سال ۲۰۲۱ به نصف کاهش یابد.
در مورد تدوین مقررات فنی جدید، از رانندگان مشاوره گرفته شد، که به عمد به گونه‌ای نوشته شده بود که محدود کننده باشد تا از ایجاد طرح‌های رادیکال در تیم‌ها که توانایی سبقت رانندگان را محدود می‌کند، جلوگیری کند. فیا یک گروه کاری تخصصی یا کمیته‌ای از مهندسان ایجاد کرد که وظیفهٔ شناسایی و بستن نقاط ضعف مقررات قبل از انتشار آنها را دارد. از بین بردن حفره‌ها، از نظر تئوری یک تیم را از داشتن یک ماشین مسلط متوقف می‌کند و به نوبه خود امکان رقابت نزدیک‌تر در سراسر زمینه‌ها را فراهم می‌کند و در عین حال زیبایی خودروها را بهبود می‌بخشد. این فلسفه هدف اصلی مقررات جدید است. آدرین نیوی، طراح ماشین ردبول خاطرنشان کرد که تغییرات مقررات مهم‌ترین تغییرات در فرمول یک از فصل فصل ۱۹۸۳ بوده‌است.

### آیرودینامیک و بدنه
مقررات فنی استفاده از اثر زمین را برای اولین بار از زمان ممنوعیت آن در دهه ۱۹۸۰ مجدداً معرفی می‌کند. این امر همزمان با ساده‌سازی بدنه خواهد بود و قسمت زیرین خودرو را به منبع اصلی چسبندگی آیرودینامیکی تبدیل می‌کند. هدف از این کار کاهش هوای متلاطم پس از خودروها است تا به رانندگان اجازه دهد تا با دقت بیشتری از یکدیگر پیروی کنند و در عین حال سطح نیروی رو به پایین را در مقایسه با سال‌های گذشته حفظ کنند. تغییرات بیشتر در آیرودینامیک با هدف محدود کردن توانایی تیم‌ها برای کنترل جریان هوا در اطراف چرخ‌های جلو و کاهش بیشتر حرکت آیرودینامیک خودروها انجام می‌شود. این شامل حذف بارج‌بردها، دستگاه‌های پیچیده آیرودینامیکی است که جریان هوا را در اطراف بدنه خودرو دستکاری می‌کنند. بال جلو و صفحات انتهایی ساده می‌شوند و تعداد و پیچیدگی عناصر آیرودینامیکی کاهش می‌یابد. بال جلو نیز باید مستقیماً به مخروط دماغه متصل شود، برخلاف طرح‌های قبل از ۲۰۲۲ که بال را می‌توان از طریق تکیه گاه‌ها به دماغه متصل کرد تا فضایی در زیر مونوکوک ایجاد کند، در نتیجه جریان هوا را در زیر خودرو از طریق سطح بزرگ‌تر بال و افزایش ارتفاع دماغه تشویق می‌کند. بال‌های عقب عریض‌تر و بالاتر از سال‌های گذشته نصب می‌شوند، با محدودیت‌های اضافی برای محدود کردن توانایی سازندگان برای استفاده از گازهای خروجی خودرو برای تولید نیروی رو به پایین. بدنه باید با لاستیک پوشش داده شود تا خطر شکستگی قطعات خودرو کاهش یابد تا خطر پرچم‌های زرد محلی، خودروهای ایمنی و توقف به حداقل برسد. ارقام منتشر شده توسط کارگروه نشان می‌دهد که در شرایطی که خودرویی با مشخصات فنی ۲۰۱۹ که خودروی دیگری را دنبال می‌کند، تنها ۵۵ درصد از سطح نرمال نیروی رو به پایین در دسترس است، خودرویی با مشخصات فنی ۲۰۲۲ که خودروی دیگری را دنبال می‌کند، تا ۸۶ درصد از سطوح عادی نیروی رو به پایین خود را دارد.
تیم‌ها در تعداد ارتقاهای آیرودینامیکی که می‌توانند به خودرو ارائه کنند، هم در طول آخر هفته مسابقه و هم در طول مسابقات قهرمانی محدودتر خواهند شد. این قوانین به منظور کاهش بیشتر هزینه‌های رقابت معرفی شدند. در پی تصمیم به تأخیر انداختن مقررات سال ۲۰۲۱ تا سال ۲۰۲۲، توسعه آیرودینامیک خودروها از ۲۸ مارس ۲۰۲۰ تا پایان سال ۲۰۲۰ ممنوع شد.
در سال ۲۰۲۱، مسابقات قهرمانی یک سیستم مقیاس کشویی را برای تنظیم تست آیرودینامیکی معرفی کرد. بر اساس این سیستم، تیم‌های با موفقیت کم در جدول رده‌بندی قهرمانی سازندگان جهان در سال گذشته زمان بیشتری برای تست آیرودینامیکی در اختیار خواهند داشت. در مقابل، به موفق‌ترین تیم‌ها زمان کمتری برای تکمیل تست داده می‌شود. این سیستم در سال ۲۰۲۱ آزمایش شد و نتایج آن برای ایجاد یک مدل رسمی‌تر، ساختاریافته‌تر و شیبدارتر برای مسابقات قهرمانی ۲۰۲۲ مورد استفاده قرار گرفت.

### پیشرانه‌ها
بحث در مورد مقررات موتورهای سال ۲۰۲۱در سال ۲۰۱۷ آغاز شد و در مه ۲۰۱۸ نهایی شد. مقررات پیشنهادی شامل حذف موتور واحد بازیابی گرمای زاید (MGU-H) برای ساده کردن فناوری مورد استفاده در موتور در حالی که حداکثر ۳٫۰۰۰ دور بر دقیقه را افزایش می‌دهد. پیشنهادهای دیگری که «پلاگین و بازی» نامیده می‌شود، تأمین کنندگان موتور را ملزم به رعایت مقررات می‌کند تا اجزای مختلف موتور را به‌طور جهانی سازگار کند، به تیم‌ها اجازه می‌دهد اجزای خود را از چندین تأمین کننده تهیه کنند. تولیدکنندگان نیز مشمول مقررات مشابهی در مورد مواد موجود در بازار می‌شوند زیرا سازندگان شاسی از سال ۲۰۲۱ مشمول این پیشنهاد می‌شوند. این پیشنهادها برای ساده‌سازی موتورها طراحی شده‌اند در حالی که جذابیت ورزش را برای تازه واردان بیشتر می‌کند. با این حال، از آنجا که هیچ تأمین کننده جدیدی متعهد به ورود به این ورزش از سال ۲۰۲۱ نبوده، تأمین کنندگان موجود پیشنهاد کردند فرمول یک واحد انرژی موجود را حفظ کنند تا بتوانند هزینه‌های کلی توسعه را کاهش دهند.
سیستم سهمیه بندی اجزای پیشرانه‌ها در سال ۲۰۲۱ ادامه خواهد داشت و تعداد محدودی از اجزای جداگانه برای تیم‌ها در نظر گرفته شده‌است که می‌توانند قبل از مجازات استفاده شوند. سیستم اگزوز به لیست اجزای سهمیه بندی شده اضافه خواهد شد و تیم‌ها مجاز به استفاده حداکثر از شش مورد در طول یک فصل هستند.

### اجزای استاندارد شده
این ورزش قصد دارد از سال ۲۰۲۲ مجموعه‌ای از اجزای استاندارد شده را معرفی کند، با مقرراتی که مقرر می‌کند قطعات استاندارد تا سال ۲۰۲۴ وجود داشته باشد. این قطعات استاندارد شده شامل جعبه دنده و سیستم سوخت است. برخی از اجزای آیرودینامیکی—مانند سینی که در جلوی کف ماشین قرار می‌گیرد—نیز استاندارد خواهند شد تا توانایی تیم‌ها را برای توسعه منطقه و کسب مزیت رقابتی محدود کند. اکنون بخش‌های مجزا به‌عنوان روشی برای شفاف‌سازی قوانین پیرامون آنها طبقه‌بندی می‌شوند:
- «قطعات فهرست شده» به قطعاتی از خودرو گفته می‌شود که تیم‌ها موظف به طراحی توسط خودشان هستند.
- «قطعات استاندارد» نامی است که به قطعاتی از خودرو گفته می‌شود که همه تیم‌ها باید از آن‌ها استفاده کنند، از جمله رینگ چرخ‌ها و تجهیزات مورد استفاده در پیت استاپ‌ها.
- «قطعات قابل انتقال» قطعاتی هستند که یک تیم می‌تواند آن‌ها را توسعه دهد و به تیم دیگری بفروشد، مانند گیربکس و کلاچ.
- «قطعات تجویز شده» قطعاتی هستند که تیم‌ها موظف به توسعه آن‌ها بر اساس مجموعه‌ای از مقررات هستند. قطعات تجویز شده شامل قوس چرخ‌ها و آیرودینامیک چرخ‌ها است.
- «قطعات منبع باز» ممکن است به‌طور جمعی توسط تیم‌ها توسعه داده شوند و به مشتریان فروخته شوند. فرمان و مکانیسم دی‌آراس به عنوان قطعات منبع باز فهرست شده‌اند.

سیستم طبقه‌بندی قطعات برای اجازه دادن به آزادی طراحی معرفی شد، زیرا بازنگری در قوانین آیرودینامیکی بسیار ضروری بود.

### تایرهای جدید
در فصل جدید مسابقات قهرمانی از چرخ‌های ۱۳ اینچی (۳۳ سانتی‌متر) به چرخ‌های ۱۸ اینچی (۴۶ سانتی‌متر) تغییر می‌کند. چرخ‌های ۱۸ اینچی در مسابقات قهرمانی فرمول ۲ در سال ۲۰۲۰ معرفی شدند تا تغییرات در رفتار تایرها را آزمایش کنند. در ابتدا پیشنهاد شده بود که استفاده از گرمکن تایرها—پتوهای برقی که برای نگه داشتن تایرها در دمای بهینه کار در زمانی که استفاده نمی‌شوند—ممنوع شود، اگرچه این تصمیم بعداً پس از مخالفت تأمین‌کننده تایر مسابقات پیرلی لغو شد. گرمکن‌های تایرها در عوض تبدیل به یک قطعه استاندارد از تجهیزات می‌شوند و همه تیم‌ها ملزم به استفاده از یک محصول هستند تا در نهایت تا سال ۲۰۲۴ آن‌ها را به‌طور کامل کنار بگذارند. در حالی که پیرلی به عنوان ارائه‌دهنده رسمی تایر باقی می‌ماند، بی‌بی‌اس (BBS) رینگ‌ها را از سال ۲۰۲۲ به عنوان بخشی از یک قرارداد چهار ساله به تیم‌های فرمول یک عرضه می‌کند.

### مقررات ورزشی

#### سیستم امتیازات سرعت و رویدادها
این نوع پس از اینکه برای اولین بار تحت نام "تعیین خط سرعتی" در سال ۲۰۲۱ آزمایش شد، این قالب با تغییر نام به "سرعت" بازگشت. ساختار آخر هفته از سال ۲۰۲۱ بدون تغییر خواهد بود و در جایزه بزرگ امیلیا رومانیا، اتریش و سائو پائولو اجرا خواهد‌شد و اکنون امتیاز به هشت نفر برتر داده می‌شود نه سه نفر اول که در سال ۲۰۲۱ انجام می‌شد. برخلاف فصل قبل، راننده‌ای که سریع‌ترین زمان را در تعیین خط ثبت کند، پول‌پوزیشن را کسب خواهد کرد و مسابقه اصلی را از خط یک شروع خواهد کرد.

#### سیستم امتیاز برای مسابقات کوتاه‌شده
پس از بحث و جدل پیرامون اعطای امتیاز در جایزه بزرگ بلژیک ۲۰۲۱، معیارهای مورد نیاز برای امتیاز دادن به رویدادهای ناتمام تغییر یافت.  این الزام، در انتظار تصویب شورای جهانی ورزش‌های موتوری، به گونه ای تغییر کرد که:
- هیچ امتیازی تعلق نمی‌گیرد مگر اینکه حداقل دو دور در شرایط پرچم سبز تکمیل شده باشد.
- اگر بیش از دو دور کامل شود، اما کمتر از ۲۵٪ از مسافت برنامه‌ریزی شده مسابقه باشد، امتیاز به پنج نفر برتر بر اساس ۶-۴-۳-۲-۱ تعلق می‌گیرد.
- اگر ۲۵٪ تا ۵۰٪ از مسافت برنامه‌ریزی شده مسابقه تکمیل شود، امتیازات ۱۳–۱۰–۸–۶–۵–۴–۳–۲–۱ به نه نفر برتر تعلق می‌گیرد.
- اگر ۵۰٪ تا ۷۵٪ از مسافت برنامه‌ریزی شده مسابقه تکمیل شود، امتیازات ۱۹–۱۴–۱۲–۹–۸–۶–۵–۳–۲–۱ به ده نفر برتر تعلق می‌گیرد.
- اگر بیش از ۷۵٪ از مسافت برنامه‌ریزی شده مسابقه تکمیل شود، امتیاز کامل تعلق می‌گیرد.

معیارهای قبلی به مدت ۴۰ سال قبل از تغییر وجود داشت و آخرین بار بین فصل های ۱۹۷۷ و ۱۹۸۰ تغییر کرده بود.
علاوه بر این، امتیاز سریع‌ترین دور فقط در صورتی تعلق می‌گیرد که بیش از ۵۰ درصد از مسافت برنامه‌ریزی‌شده مسابقه تکمیل شود.

#### روند ماشین ایمنی
با توجه به جنجال‌های پیرامون خودروی ایمنی در جایزه بزرگ ابوظبی ۲۰۲۱، رویه‌های راه‌اندازی مجدد خودروی ایمنی تغییر کرده است.

#### انتخاب تایر شروع
قانونی که از سال ۲۰۱۴ وضع شده بود و رانندگانی را که به مرحله سوم تعیین خط می‌رسیدند ملزم می‌کرد تا مسابقه را با لاستیک‌هایی که برای ثبت سریع‌ترین زمان خود در مرحله دوم تعیین خط استفاده می‌کردند، شروع کنند، لغو شد. همه رانندگان اکنون در همه رویدادها انتخاب آزادانه تایر شروع برای جایزه بزرگ در یکشنبه را خواهند داشت.

## خلاصه فصل

### پیش فصل
با توجه به تغییر قوانین فنی، فرمول یک تصمیم گرفت دو تست زمستانی را در دو پیست مختلف برگزار کند تا به تیم ها کمک کند اطلاعات بیشتری را در مورد خودروهای جدید خود جمع آوری کنند، که پیست بارسلون-کاتالونیا در منتملو میزبان اولین تست از ۲۳ تا ۲۵ فوریه و پیست بین‌المللی بحرین در صخیر میزبان دومین تست از ۱۰ تا ۱۲ مارس است.

### دور افتتاحیه
شارل لکلرک برای جایزه بزرگ بحرین در جایگاه پول پوزیشن قرار گرفت. برای اولین بار از زمان جایزه بزرگ برزیل ۲۰۱۹، هر دو راننده هاس به مرحله دوم تعیین خط (Q2) راه یافتند که کوین مگنوسن در رتبه هشتم و میک شوماخر دوازدهم قرار گرفتند. در دور ابتدایی و در پیچ ۶، استابان اوکون با لمس عقب ماشین شوماخر، او را به دور خود چرخاند و به دلیل تصادف پنج ثانیه جریمه شد. خودروی آلفاتاوری پیر گاسلی آتش گرفت و در دور ۴۶ بازنشسته شد. لکلرک پیش از کارلوس ساینز مسابقه را برد و فراری با سکوهای ۱–۲ این جایزه بزرگ را به پایان رساند. مگنوسن پنجم شد، در حالی که خودروهای ردبول‌ ماکس فرستاپن و سرجیو پرز در اواخر مسابقه به دلیل مشکلات مربوط به واحد قدرت بازنشسته شدند..

## نتایج و رده‌بندی

### جایزه بزرگ‌ها
| راند | جایزه بزرگ                | پول پوزیشن   | سریع‌ترین دور  | رانندهٔ برنده | سازندهٔ برنده           | گزارش |
| ---- | ------------------------- | ------------ | ------------- | ------------ | ---------------------- | ----- |
| ۱    | جایزه بزرگ بحرین          | شارل لکلرک   | شارل لکلرک    | شارل لکلرک   | فراری                  | گزارش |
| ۲    | جایزه بزرگ عربستان سعودی  | سرجیو پرز    | شارل لکلرک    | ماکس فرستاپن | رد بول ریسینگ-آربی‌پی‌تی | گزارش |
| ۳    | جایزه بزرگ استرالیا       | شارل لکلرک   | شارل لکلرک    | شارل لکلرک   | فراری                  | گزارش |
| ۴    | جایزه بزرگ امیلیا رومانیا | ماکس فرستاپن | ماکس فرستاپن  | ماکس فرستاپن | رد بول ریسینگ-آربی‌پی‌تی | گزارش |
| ۵    | جایزه بزرگ میامی          | شارل لکلرک   | ماکس فرستاپن  | ماکس فرستاپن | رد بول ریسینگ-آربی‌پی‌تی | گزارش |
| ۶    | جایزه بزرگ اسپانیا        | شارل لکلرک   | سرجیو پرز     | ماکس فرستاپن | رد بول ریسینگ-آربی‌پی‌تی | گزارش |
| ۷    | جایزه بزرگ موناکو         | شارل لکلرک   | لاندو نوریس   | سرجیو پرز    | رد بول ریسینگ-آربی‌پی‌تی | گزارش |
| ۸    | جایزه بزرگ آذربایجان      | شارل لکلرک   | سرجیو پرز     | ماکس فرستاپن | رد بول ریسینگ-آربی‌پی‌تی | گزارش |
| ۹    | جایزه بزرگ کانادا         | ماکس فرستاپن | کارلوس ساینز  | ماکس فرستاپن | رد بول ریسینگ-آربی‌پی‌تی | گزارش |
| ۱۰   | جایزه بزرگ بریتانیا       | کارلوس ساینز | لوییس همیلتون | کارلوس ساینز | فراری                  | گزارش |
| ۱۱   | جایزه بزرگ اتریش          | ماکس فرستاپن | ماکس فرستاپن  | شارل لکلرک   | فراری                  | گزارش |
| ۱۲   | جایزه بزرگ فرانسه         | شارل لکلرک   | کارلوس ساینز  | ماکس فرستاپن | رد بول ریسینگ-آربی‌پی‌تی | گزارش |
| ۱۳   | جایزه بزرگ مجارستان       | جورج راسل    | لوییس همیلتون | ماکس فرستاپن | رد بول ریسینگ-آربی‌پی‌تی | گزارش |
| ۱۴   | جایزه بزرگ بلژیک          | کارلوس ساینز | ماکس فرستاپن  | ماکس فرستاپن | رد بول ریسینگ-آربی‌پی‌تی | گزارش |
| ۱۵   | جایزه بزرگ هلند           | ماکس فرستاپن | ماکس فرستاپن  | ماکس فرستاپن | رد بول ریسینگ-آربی‌پی‌تی | گزارش |
| ۱۶   | جایزه بزرگ ایتالیا        | شارل لکلرک   | سرجیو پرز     | ماکس فرستاپن | رد بول ریسینگ-آربی‌پی‌تی | گزارش |
| ۱۷   | جایزه بزرگ سنگاپور        | شارل لکلرک   | جورج راسل     | سرجیو پرز    | رد بول ریسینگ-آربی‌پی‌تی | گزارش |
| ۱۸   | جایزه بزرگ ژاپن           | ماکس فرستاپن | گوانیو ژو     | ماکس فرستاپن | رد بول ریسینگ-آربی‌پی‌تی | گزارش |
| ۱۹   | جایزه بزرگ ایالات متحده   | کارلوس ساینز | جورج راسل     | ماکس فرستاپن | رد بول ریسینگ-آربی‌پی‌تی | گزارش |
| ۲۰   | جایزه بزرگ مکزیکو سیتی    | ماکس فرستاپن | جورج راسل     | ماکس فرستاپن | رد بول ریسینگ-آربی‌پی‌تی | گزارش |
| ۲۱   | جایزه بزرگ سائو پائولو    | کوین مگنوسن  | جورج راسل     | جورج راسل    | مرسدس                  | گزارش |
| ۲۲   | جایزه بزرگ ابوظبی         | ماکس فرستاپن | لاندو نوریس   | ماکس فرستاپن | رد بول ریسینگ-آربی‌پی‌تی | گزارش |

### سیستم امتیازدهی
امتیازهای مسابقه به ده رانندهٔ برتر و راننده‌ای که سریع‌ترین زمان را برای طی یک دور پیست به ثبت برساند تعلق می‌گیرد؛ امتیاز مربوط به سریع‌ترین دور پیست تنها در صورتی به راننده داده می‌شود که او در میان ده رانندهٔ برتر مسابقه قرار گیرد. در هر مسابقه امتیازها بر پایهٔ الگوی امتیازدهی زیر به رانندگان تعلق می‌گیرد:
|             | جایگاه   | اول | دوم | سوم | چهارم | پنجم | ششم | هفتم | هشتم | نهم | دهم | س. د |
| ----------- | -------- | --- | --- | --- | ----- | ---- | --- | ---- | ---- | --- | --- | ---- |
| مسابقه اصلی | امتیازات | ۲۵  | ۱۸  | ۱۵  | ۱۲    | ۱۰   | ۸   | ۶    | ۴    | ۲   | ۱   | ۱    |
| سرعت        | امتیازات | ۸   | ۷   | ۶   | ۵     | ۴    | ۳   | ۲    | ۱    |     |     |      |

### رده‌بندی قهرمانی جهان رانندگان
| ج. | راننده         | بحرین | عربستان | استرالیا | ژاپن | چین  | میامی | امیلیا | موناکو | کانادا | اسپانیا | اتریش | بریتانیا | مجارستان | بلژیک | هلند | ایتالیا | آذربایجان | سنگاپور | آمریکا | مکزیکو | سائو پ. | وگاس | قطر | ابوظبی | امتیاز |
| -- | -------------- | ----- | ------- | -------- | ---- | ---- | ----- | ------ | ------ | ------ | ------- | ----- | -------- | -------- | ----- | ---- | ------- | --------- | ------- | ------ | ------ | ------- | ---- | --- | ------ | ------ |
| ۱  | ماکس فرستاپن   | ١     | ١       | ب.       | ١    | ١١ P | ٢١ P  | '      |        |        |         |       |          |          |       |      |         |           |         |        |        |         |      |     |        | ١٣۶    |
| ٢  | شارل لکلرک     | 4     | 3       | 2        | 4    | 4    | 3     |        |        |        |         |       |          |          |       |      |         |           |         |        |        |         |      |     |        | ٩٨     |
| ٣  | لاندو نوریس    | 6     | 8       | 3        | 5    | 2    | 1     |        |        |        |         |       |          |          |       |      |         |           |         |        |        |         |      |     |        | 83     |
| ۴  | کارلوس ساینز   | 3     | WD      | 1        | 3    | 5    | 5     |        |        |        |         |       |          |          |       |      |         |           |         |        |        |         |      |     |        | 83     |
| ۵  | سرجیو پرز      | 2     | 2       | 5        | 2    | 3    | 4     |        |        |        |         |       |          |          |       |      |         |           |         |        |        |         |      |     |        | 103    |
| ۶  | اسکار پیاستری  | 8     | 4       | 4        | 8    | 8    | 136 F |        |        |        |         |       |          |          |       |      |         |           |         |        |        |         |      |     |        | 41     |
| ٧  | جورج راسل      | 5     | 6       | 17       | 7    | 6    | 8     |        |        |        |         |       |          |          |       |      |         |           |         |        |        |         |      |     |        | 37     |
| ٨  | لوییس همیلتون  | 7     | 9       | Ret      | 9    | 9    | 6     |        |        |        |         |       |          |          |       |      |         |           |         |        |        |         |      |     |        | 27     |
| ۹  | فرناندو آلونسو | 9     | 5       | 8        | 6    | 7    | 9     |        |        |        |         |       |          |          |       |      |         |           |         |        |        |         |      |     |        | 33     |
| ۱۰ | یوکی سونودا    | 14    | 15      | 7        | 10   | Ret  | 7     |        |        |        |         |       |          |          |       |      |         |           |         |        |        |         |      |     |        | 14     |
| ١١ | لانس استرول    | 10    | Ret     | 6        | 12   | 15   | 17    |        |        |        |         |       |          |          |       |      |         |           |         |        |        |         |      |     |        | 9      |
| ١٢ | اولیور بیرمن   |       | 7       |          |      |      |       |        |        |        |         |       |          |          |       |      |         |           |         |        |        |         |      |     |        | 6      |
| ١٣ | نیکو هولکنبرگ  | 16    | 10      | 9        | 11   | 10   | 11    |        |        |        |         |       |          |          |       |      |         |           |         |        |        |         |      |     |        | 6      |
| ۱۴ | دنیل ریکاردو   | 13    | 16      | 12       | Ret  | Ret  | 15    |        |        |        |         |       |          |          |       |      |         |           |         |        |        |         |      |     |        | 5      |
| ۱۵ | الکساندر آلبون | ١۵    | 11      | 11       | Ret  | 12   | 18    |        |        |        |         |       |          |          |       |      |         |           |         |        |        |         |      |     |        | ٠      |
| ١۶ | استابان اوکون  | 17    | 13      | 16       | 15   | 11   | 10    |        |        |        |         |       |          |          |       |      |         |           |         |        |        |         |      |     |        | 1      |
| ۱٧ | کوین مگنوسن    | 12    | 12      | 10       | 13   | 16   | 19    |        |        |        |         |       |          |          |       |      |         |           |         |        |        |         |      |     |        | 1      |
| ۱٨ | پیر گسلی       | 18    | Ret     | 13       | 16   | 13   | 12    |        |        |        |         |       |          |          |       |      |         |           |         |        |        |         |      |     |        | ۱۸     |
| ۱٩ | گوانیو ژو      | 11    | 18      | 15       | Ret  | 14   | 14    |        |        |        |         |       |          |          |       |      |         |           |         |        |        |         |      |     |        | 0      |
| ٢٠ | والتری بوتاس   | 19    | 17      | 14       | 14   | Ret  | 16    |        |        |        |         |       |          |          |       |      |         |           |         |        |        |         |      |     |        | 0      |
| ٢١ | لوگان سارجنت   | 20    | 14      | WD       | 17   | 17   | Ret   |        |        |        |         |       |          |          |       |      |         |           |         |        |        |         |      |     |        | 0      |
| ج. | راننده         | بحرین | عربستان | استرالیا | ژاپن | چین  | میامی | امیلیا | موناکو | کانادا | اسپانیا | اتریش | بریتانیا | مجارستان | بلژیک | هلند | ایتالیا | آذربایجان | سنگاپور | آمریکا | مکزیکو | سائو پ. | وگاس | قطر | ابوظبی | امتیاز |

| کلیدها  | کلیدها                              |
| رنگ     | نتیجه                               |
| ------- | ----------------------------------- |
| طلایی   | برنده                               |
| نقره‌ای  | جایگاه دوم                          |
| برنزی   | جایگاه سوم                          |
| سبز     | سایر جایگاه‌های امتیازدار            |
| آبی     | سایر جایگاه‌های رده‌بندی شده          |
| آبی     | رده‌بندی نشده، به پایان رسانده(ر.ن.) |
| بنفش    | رده‌بندی نشده، بازنشست (ب.)          |
| قرمز    | عدم احراز صلاحیت (ع.ص.)             |
| قرمز    | عدم احراز صلاحیت اولیه (ع.ص.ا.)     |
| سیاه    | رد صلاحیت شده (ر.ص.)                |
| سفید    | عدم شروع (ع.ش.)                     |
| سفید    | لغو مسابقه (ل.)                     |
| خالی    | تمرین نکرده (ت.ن.)                  |
| خالی    | محروم شده (م.)                      |
| خالی    | عدم رسیدن (ع.ر.)                    |
| خالی    | کنار کشیده (ک.ک.)                   |
| شکل متن | معنا                                |
| پررنگ   | پول پوزیشن                          |
| ایتالیک | سریع‌ترین دور                        |

یادداشت‌ها:
- – راننده گراند پری را به پایان نرسانده، اما با توجه به طی بیش از ۹۰٪ مسافت کل مسابقه، در رده‌بندی قرار گرفته‌است.

### رده‌بندی قهرمانی جهان سازندگان
| \| ج. \| سازنده \| بحرین \| عربستان \| استرالیا \| امیلیا \| میامی \| اسپانیا \| موناکو \| آذربایجان \| کانادا \| بریتانیا \| اتریش \| فرانسه \| مجارستان \| بلژیک \| هلند \| ایتالیا \| سنگاپور \| ژاپن \| آمریکا \| مکزیکو \| سائو پ. \| ابوظبی \| امتیاز \| \| ------------ \| ----------------------------- \| ---------------------- \| ------------------------ \| ------------------------- \| ----------------------- \| ---------------------- \| ------------------------ \| ----------------------- \| -------------------------- \| ----------------------- \| ------------------------- \| ---------------------- \| ----------------------- \| ------------------------- \| ---------------------- \| --------------------- \| ------------------------ \| ------------------------ \| --------------------- \| ----------------------- \| ----------------------- \| ------------------------ \| ----------------------- \| ------ \| \| ۱ \| رد بول ریسینگ-آربی‌پی‌تی \| ۱۹ \| ۱ \| ب. \| ۱ \| ۱ \| ۱ \| ۳ \| ۱ \| ۱ \| ۷ \| ۲۱ \| ۱ \| ۱ \| ۱ \| ۱ \| ۱ \| ۷ \| ۱ \| ۱ \| ۱ \| ۶۴ \| ۱ \| ۷۵۹ \| \| ۱ \| رد بول ریسینگ-آربی‌پی‌تی \| ۱۸ \| ۴ \| ۲ \| ۲۳ \| ۴ \| ۲ \| ۱ \| ۲ \| ب. \| ۲ \| ب.۵ \| ۴ \| ۵ \| ۲ \| \| \| \| \| \| \| \| \| ۷۵۹ \| \| ۲ \| فراری \| ۱ \| ۲ \| ۱ \| ۶ \| ۲ \| ب. \| ۴ \| ب. \| ۵ \| ۴ \| ۱۲ \| ب. \| ۶ \| ۶ \| \| \| \| \| \| \| \| \| ۵۵۴ \| \| ۲ \| فراری \| ۲ \| ۳ \| ب. \| ب.۴ \| ۳ \| ۴ \| ۲ \| ب. \| ۲ \| ۱ \| ب.۳ \| ۵ \| ۴ \| ۳ \| \| \| \| \| \| \| \| \| ۵۵۴ \| \| ۳ \| مرسدس \| ۳ \| ۱۰ \| ۴ \| ۱۳ \| ۶ \| ۵ \| ۸ \| ۴ \| ۳ \| ۳ \| ۳۸ \| ۲ \| ۲ \| ب. \| \| \| \| \| \| \| \| \| ۵۱۵ \| \| ۳ \| مرسدس \| ۴ \| ۵ \| ۳ \| ۴ \| ۵ \| ۳ \| ۵ \| ۳ \| ۴ \| ب. \| ۴ \| ۳ \| ۳ \| ۴ \| \| \| \| \| \| \| \| \| ۵۱۵ \| \| ۴ \| آلپاین-رنو \| ۷ \| ۶ \| ۷ \| ۱۴ \| ۸ \| ۷ \| ۱۲ \| ۱۰ \| ۶ \| ب. \| ۵۶ \| ۸ \| ۹ \| ۷ \| \| \| \| \| \| \| \| \| ۱۷۳ \| \| ۴ \| آلپاین-رنو \| ۹ \| ب. \| ۱۷ \| ب. \| ۱۱ \| ۹ \| ۷ \| ۷ \| ۹ \| ۵ \| ۱۰ \| ۶ \| ۸ \| ۵ \| \| \| \| \| \| \| \| \| ۱۷۳ \| \| ۵ \| مک‌لارن-مرسدس \| ۱۵ \| ۷ \| ۵ \| ۳۵ \| ب. \| ۸ \| ۶ \| ۹ \| ۱۵ \| ۶ \| ۷ \| ۷ \| ۷ \| ۱۲ \| \| \| \| \| \| \| \| \| ۱۵۹ \| \| ۵ \| مک‌لارن-مرسدس \| ۱۴ \| ب. \| ۶ \| ۱۸۶ \| ۱۳ \| ۱۲ \| ۱۳ \| ۸ \| ۱۱ \| ۱۳ \| ۹ \| ۹ \| ۱۵ \| ۱۵ \| \| \| \| \| \| \| \| \| ۱۵۹ \| \| ۶ \| آلفارومئو-فراری \| ۶ \| ب. \| ۸ \| ۵۷ \| ۷ \| ۶ \| ۹ \| ۱۱ \| ۷ \| ب. \| ۱۱ \| ۱۴ \| ۲۰ \| ب. \| \| \| \| \| \| \| \| \| ۵۵ \| \| ۶ \| آلفارومئو-فراری \| ۱۰ \| ۱۱ \| ۱۱ \| ۱۵ \| ب. \| ب. \| ۱۶ \| ب. \| ۸ \| ب. \| ۱۴ \| ۱۶ \| ۱۳ \| ۱۴ \| \| \| \| \| \| \| \| \| ۵۵ \| \| ۷ \| استون مارتین آرامکو-مرسدس \| ۱۲ \| ۱۳ \| ۱۲ \| ۱۰ \| ۱۰ \| ۱۵ \| ۱۴ \| ۱۶ \| ۱۰ \| ۱۱ \| ۱۳ \| ۱۰ \| ۱۱ \| ۱۱ \| \| \| \| \| \| \| \| \| ۵۵ \| \| ۷ \| استون مارتین آرامکو-مرسدس \| ۱۷ \| ۱۲ \| ب. \| ۸ \| ۱۷ \| ۱۱ \| ۱۰ \| ۶ \| ۱۲ \| ۹ \| ۱۷ \| ۱۱ \| ۱۰ \| ۸ \| \| \| \| \| \| \| \| \| ۵۵ \| \| ۸ \| هاس-فراری \| ۱۱ \| ک.ک. \| ۱۳ \| ۱۷ \| ۱۵ \| ۱۴ \| ب. \| ۱۴ \| ب. \| ۸ \| ۶ \| ۱۵ \| ۱۴ \| ۱۷ \| \| \| \| \| \| \| \| \| ۳۷ \| \| ۸ \| هاس-فراری \| ۵ \| الگو:F1R2022 \| الگو:F1R2022 \| الگو:F1R2022 \| الگو:F1R2022 \| الگو:F1R2022 \| الگو:F1R2022 \| الگو:F1R2022 \| الگو:F1R2022 \| الگو:F1R2022 \| الگو:F1R2022 \| الگو:F1R2022 \| الگو:F1R2022 \| الگو:F1R2022 \| الگو:F1R2022 \| الگو:F1R2022 \| الگو:F1R2022 \| الگو:F1R2022 \| الگو:F1R2022 \| الگو:F1R2022 \| الگو:F1R2022 \| الگو:F1R2022 \| ۳۷ \| \| ۹ \| الگو:پرچمک آلفاتاوری-آربی‌پی‌تی \| الگو:F1R2022 \| الگو:F1R2022 \| الگو:F1R2022 \| الگو:F1R2022 \| الگو:F1R2022 \| الگو:F1R2022 \| الگو:F1R2022 \| الگو:F1R2022 \| الگو:F1R2022 \| الگو:F1R2022 \| الگو:F1R2022 \| الگو:F1R2022 \| الگو:F1R2022 \| الگو:F1R2022 \| الگو:F1R2022 \| الگو:F1R2022 \| الگو:F1R2022 \| الگو:F1R2022 \| الگو:F1R2022 \| الگو:F1R2022 \| الگو:F1R2022 \| الگو:F1R2022 \| ۳۵ \| \| ۹ \| الگو:پرچمک آلفاتاوری-آربی‌پی‌تی \| الگو:F1R2022 \| الگو:F1R2022 \| الگو:F1R2022 \| الگو:F1R2022 \| الگو:F1R2022 \| الگو:F1R2022 \| الگو:F1R2022 \| الگو:F1R2022 \| الگو:F1R2022 \| الگو:F1R2022 \| الگو:F1R2022 \| الگو:F1R2022 \| الگو:F1R2022 \| الگو:F1R2022 \| الگو:F1R2022 \| الگو:F1R2022 \| الگو:F1R2022 \| الگو:F1R2022 \| الگو:F1R2022 \| الگو:F1R2022 \| الگو:F1R2022 \| الگو:F1R2022 \| ۳۵ \| \| ۱۰ \| الگو:پرچمک ویلیامز-مرسدس \| الگو:F1R2022 \| الگو:F1R2022 \| الگو:F1R2022 \| الگو:F1R2022 \| الگو:F1R2022 \| الگو:F1R2022 \| الگو:F1R2022 \| الگو:F1R2022 \| الگو:F1R2022 \| الگو:F1R2022 \| الگو:F1R2022 \| الگو:F1R2022 \| الگو:F1R2022 \| الگو:F1R2022 \| الگو:F1R2022 \| الگو:F1R2022 \| الگو:F1R2022 \| الگو:F1R2022 \| الگو:F1R2022 \| الگو:F1R2022 \| الگو:F1R2022 \| الگو:F1R2022 \| ۸ \| \| ۱۰ \| الگو:پرچمک ویلیامز-مرسدس \| الگو:F1R2022 \| الگو:F1R2022 \| الگو:F1R2022 \| الگو:F1R2022 \| الگو:F1R2022 \| الگو:F1R2022 \| الگو:F1R2022 \| الگو:F1R2022 \| الگو:F1R2022 \| الگو:F1R2022 \| الگو:F1R2022 \| الگو:F1R2022 \| الگو:F1R2022 \| الگو:F1R2022 \| الگو:F1R2022 \| الگو:F1R2022 \| الگو:F1R2022 \| الگو:F1R2022 \| الگو:F1R2022 \| الگو:F1R2022 \| الگو:F1R2022 \| الگو:F1R2022 \| ۸ \| \| الگو:Tooltip \| سازنده \| بحرینالگو:سخالگو:پرچمک \| عربستانالگو:سخالگو:پرچمک \| استرالیاالگو:سخالگو:پرچمک \| امیلیاالگو:سخالگو:پرچمک \| میامیالگو:سخالگو:پرچمک \| اسپانیاالگو:سخالگو:پرچمک \| موناکوالگو:سخالگو:پرچمک \| آذربایجانالگو:سخالگو:پرچمک \| کاناداالگو:سخالگو:پرچمک \| بریتانیاالگو:سخالگو:پرچمک \| اتریشالگو:سخالگو:پرچمک \| فرانسهالگو:سخالگو:پرچمک \| مجارستانالگو:سخالگو:پرچمک \| بلژیکالگو:سخالگو:پرچمک \| هلندالگو:سخالگو:پرچمک \| ایتالیاالگو:سخالگو:پرچمک \| سنگاپورالگو:سخالگو:پرچمک \| ژاپنالگو:سخالگو:پرچمک \| آمریکاالگو:سخالگو:پرچمک \| مکزیکوالگو:سخالگو:پرچمک \| سائو پ.الگو:سخالگو:پرچمک \| ابوظبیالگو:سخالگو:پرچمک \| امتیاز \| \| منبع: \| \| \| \| \| \| \| \| \| \| \| \| \| \| \| \| \| \| \| \| \| \| \| \| \| | الگو:نتایج رانندگان فرمول یک، شرح ۴ |                        |                          |                           |                         |                        |                          |                         |                            |                         |                           |                        |                         |                           |                        |                       |                          |                          |                       |                         |                         |                          |                         |        |
| ج. | سازنده                              | بحرین                  | عربستان                  | استرالیا                  | امیلیا                  | میامی                  | اسپانیا                  | موناکو                  | آذربایجان                  | کانادا                  | بریتانیا                  | اتریش                  | فرانسه                  | مجارستان                  | بلژیک                  | هلند                  | ایتالیا                  | سنگاپور                  | ژاپن                  | آمریکا                  | مکزیکو                  | سائو پ.                  | ابوظبی                  | امتیاز |
| ۱ | رد بول ریسینگ-آربی‌پی‌تی              | ۱۹                     | ۱                        | ب.                        | ۱                       | ۱                      | ۱                        | ۳                       | ۱                          | ۱                       | ۷                         | ۲۱                     | ۱                       | ۱                         | ۱                      | ۱                     | ۱                        | ۷                        | ۱                     | ۱                       | ۱                       | ۶۴                       | ۱                       | ۷۵۹    |
| ۱ | رد بول ریسینگ-آربی‌پی‌تی              | ۱۸                     | ۴                        | ۲                         | ۲۳                      | ۴                      | ۲                        | ۱                       | ۲                          | ب.                      | ۲                         | ب.۵                    | ۴                       | ۵                         | ۲                      |                       |                          |                          |                       |                         |                         |                          |                         | ۷۵۹    |
| ۲ | فراری                               | ۱                      | ۲                        | ۱                         | ۶                       | ۲                      | ب.                       | ۴                       | ب.                         | ۵                       | ۴                         | ۱۲                     | ب.                      | ۶                         | ۶                      |                       |                          |                          |                       |                         |                         |                          |                         | ۵۵۴    |
| ۲ | فراری                               | ۲                      | ۳                        | ب.                        | ب.۴                     | ۳                      | ۴                        | ۲                       | ب.                         | ۲                       | ۱                         | ب.۳                    | ۵                       | ۴                         | ۳                      |                       |                          |                          |                       |                         |                         |                          |                         | ۵۵۴    |
| ۳ | مرسدس                               | ۳                      | ۱۰                       | ۴                         | ۱۳                      | ۶                      | ۵                        | ۸                       | ۴                          | ۳                       | ۳                         | ۳۸                     | ۲                       | ۲                         | ب.                     |                       |                          |                          |                       |                         |                         |                          |                         | ۵۱۵    |
| ۳ | مرسدس                               | ۴                      | ۵                        | ۳                         | ۴                       | ۵                      | ۳                        | ۵                       | ۳                          | ۴                       | ب.                        | ۴                      | ۳                       | ۳                         | ۴                      |                       |                          |                          |                       |                         |                         |                          |                         | ۵۱۵    |
| ۴ | آلپاین-رنو                          | ۷                      | ۶                        | ۷                         | ۱۴                      | ۸                      | ۷                        | ۱۲                      | ۱۰                         | ۶                       | ب.                        | ۵۶                     | ۸                       | ۹                         | ۷                      |                       |                          |                          |                       |                         |                         |                          |                         | ۱۷۳    |
| ۴ | آلپاین-رنو                          | ۹                      | ب.                       | ۱۷                        | ب.                      | ۱۱                     | ۹                        | ۷                       | ۷                          | ۹                       | ۵                         | ۱۰                     | ۶                       | ۸                         | ۵                      |                       |                          |                          |                       |                         |                         |                          |                         | ۱۷۳    |
| ۵ | مک‌لارن-مرسدس                        | ۱۵                     | ۷                        | ۵                         | ۳۵                      | ب.                     | ۸                        | ۶                       | ۹                          | ۱۵                      | ۶                         | ۷                      | ۷                       | ۷                         | ۱۲                     |                       |                          |                          |                       |                         |                         |                          |                         | ۱۵۹    |
| ۵ | مک‌لارن-مرسدس                        | ۱۴                     | ب.                       | ۶                         | ۱۸۶                     | ۱۳                     | ۱۲                       | ۱۳                      | ۸                          | ۱۱                      | ۱۳                        | ۹                      | ۹                       | ۱۵                        | ۱۵                     |                       |                          |                          |                       |                         |                         |                          |                         | ۱۵۹    |
| ۶ | آلفارومئو-فراری                     | ۶                      | ب.                       | ۸                         | ۵۷                      | ۷                      | ۶                        | ۹                       | ۱۱                         | ۷                       | ب.                        | ۱۱                     | ۱۴                      | ۲۰                        | ب.                     |                       |                          |                          |                       |                         |                         |                          |                         | ۵۵     |
| ۶ | آلفارومئو-فراری                     | ۱۰                     | ۱۱                       | ۱۱                        | ۱۵                      | ب.                     | ب.                       | ۱۶                      | ب.                         | ۸                       | ب.                        | ۱۴                     | ۱۶                      | ۱۳                        | ۱۴                     |                       |                          |                          |                       |                         |                         |                          |                         | ۵۵     |
| ۷ | استون مارتین آرامکو-مرسدس           | ۱۲                     | ۱۳                       | ۱۲                        | ۱۰                      | ۱۰                     | ۱۵                       | ۱۴                      | ۱۶                         | ۱۰                      | ۱۱                        | ۱۳                     | ۱۰                      | ۱۱                        | ۱۱                     |                       |                          |                          |                       |                         |                         |                          |                         | ۵۵     |
| ۷ | استون مارتین آرامکو-مرسدس           | ۱۷                     | ۱۲                       | ب.                        | ۸                       | ۱۷                     | ۱۱                       | ۱۰                      | ۶                          | ۱۲                      | ۹                         | ۱۷                     | ۱۱                      | ۱۰                        | ۸                      |                       |                          |                          |                       |                         |                         |                          |                         | ۵۵     |
| ۸ | هاس-فراری                           | ۱۱                     | ک.ک.                     | ۱۳                        | ۱۷                      | ۱۵                     | ۱۴                       | ب.                      | ۱۴                         | ب.                      | ۸                         | ۶                      | ۱۵                      | ۱۴                        | ۱۷                     |                       |                          |                          |                       |                         |                         |                          |                         | ۳۷     |
| ۸ | هاس-فراری                           | ۵                      | الگو:F1R2022             | الگو:F1R2022              | الگو:F1R2022            | الگو:F1R2022           | الگو:F1R2022             | الگو:F1R2022            | الگو:F1R2022               | الگو:F1R2022            | الگو:F1R2022              | الگو:F1R2022           | الگو:F1R2022            | الگو:F1R2022              | الگو:F1R2022           | الگو:F1R2022          | الگو:F1R2022             | الگو:F1R2022             | الگو:F1R2022          | الگو:F1R2022            | الگو:F1R2022            | الگو:F1R2022             | الگو:F1R2022            | ۳۷     |
| ۹ | الگو:پرچمک آلفاتاوری-آربی‌پی‌تی       | الگو:F1R2022           | الگو:F1R2022             | الگو:F1R2022              | الگو:F1R2022            | الگو:F1R2022           | الگو:F1R2022             | الگو:F1R2022            | الگو:F1R2022               | الگو:F1R2022            | الگو:F1R2022              | الگو:F1R2022           | الگو:F1R2022            | الگو:F1R2022              | الگو:F1R2022           | الگو:F1R2022          | الگو:F1R2022             | الگو:F1R2022             | الگو:F1R2022          | الگو:F1R2022            | الگو:F1R2022            | الگو:F1R2022             | الگو:F1R2022            | ۳۵     |
| ۹ | الگو:پرچمک آلفاتاوری-آربی‌پی‌تی       | الگو:F1R2022           | الگو:F1R2022             | الگو:F1R2022              | الگو:F1R2022            | الگو:F1R2022           | الگو:F1R2022             | الگو:F1R2022            | الگو:F1R2022               | الگو:F1R2022            | الگو:F1R2022              | الگو:F1R2022           | الگو:F1R2022            | الگو:F1R2022              | الگو:F1R2022           | الگو:F1R2022          | الگو:F1R2022             | الگو:F1R2022             | الگو:F1R2022          | الگو:F1R2022            | الگو:F1R2022            | الگو:F1R2022             | الگو:F1R2022            | ۳۵     |
| ۱۰ | الگو:پرچمک ویلیامز-مرسدس            | الگو:F1R2022           | الگو:F1R2022             | الگو:F1R2022              | الگو:F1R2022            | الگو:F1R2022           | الگو:F1R2022             | الگو:F1R2022            | الگو:F1R2022               | الگو:F1R2022            | الگو:F1R2022              | الگو:F1R2022           | الگو:F1R2022            | الگو:F1R2022              | الگو:F1R2022           | الگو:F1R2022          | الگو:F1R2022             | الگو:F1R2022             | الگو:F1R2022          | الگو:F1R2022            | الگو:F1R2022            | الگو:F1R2022             | الگو:F1R2022            | ۸      |
| ۱۰ | الگو:پرچمک ویلیامز-مرسدس            | الگو:F1R2022           | الگو:F1R2022             | الگو:F1R2022              | الگو:F1R2022            | الگو:F1R2022           | الگو:F1R2022             | الگو:F1R2022            | الگو:F1R2022               | الگو:F1R2022            | الگو:F1R2022              | الگو:F1R2022           | الگو:F1R2022            | الگو:F1R2022              | الگو:F1R2022           | الگو:F1R2022          | الگو:F1R2022             | الگو:F1R2022             | الگو:F1R2022          | الگو:F1R2022            | الگو:F1R2022            | الگو:F1R2022             | الگو:F1R2022            | ۸      |
| الگو:Tooltip | سازنده                              | بحرینالگو:سخالگو:پرچمک | عربستانالگو:سخالگو:پرچمک | استرالیاالگو:سخالگو:پرچمک | امیلیاالگو:سخالگو:پرچمک | میامیالگو:سخالگو:پرچمک | اسپانیاالگو:سخالگو:پرچمک | موناکوالگو:سخالگو:پرچمک | آذربایجانالگو:سخالگو:پرچمک | کاناداالگو:سخالگو:پرچمک | بریتانیاالگو:سخالگو:پرچمک | اتریشالگو:سخالگو:پرچمک | فرانسهالگو:سخالگو:پرچمک | مجارستانالگو:سخالگو:پرچمک | بلژیکالگو:سخالگو:پرچمک | هلندالگو:سخالگو:پرچمک | ایتالیاالگو:سخالگو:پرچمک | سنگاپورالگو:سخالگو:پرچمک | ژاپنالگو:سخالگو:پرچمک | آمریکاالگو:سخالگو:پرچمک | مکزیکوالگو:سخالگو:پرچمک | سائو پ.الگو:سخالگو:پرچمک | ابوظبیالگو:سخالگو:پرچمک | امتیاز |
| منبع: |                                     |                        |                          |                           |                         |                        |                          |                         |                            |                         |                           |                        |                         |                           |                        |                       |                          |                          |                       |                         |                         |                          |                         |        |

یادداشت‌ها
- الگو:Dagger – راننده گراند پری را به پایان نرسانده، اما با توجه به طی کردن بیش از ۹۰٪ از مسافت کل مسابقه، در رده‌بندی قرار گرفته‌است.

الگو:-